# هاري رووي
هاري رووي (بالإنجليزية: Harry Rowe)‏ هو حكم كرة قدم أسترالية ‏ أسترالي، ولد في 2 فبراير 1925 في St Kilda, Victoria ‏ في أستراليا، وتوفي في 1 أبريل 2014 في ملبورن في أستراليا.

## وصلات خارجية
- هاري رووي على موقع AustralianFootball.com (الإنجليزية)
- هاري رووي على موقع AFLtables.com (الإنجليزية)